# Мозольська Ганна Григорівна
Ганна Григорівна Мозольська (нар. 8 січня 1987) — українська футболістка, нападниця харківського «Житлобуду-1».

## Життєпис
Спортом займалася з 2-о класу школи, записалася в секцію хокею на льоду. У вільний від занять хокеєм на льоду час грала з дітлахами в футбол, де її помітив футбольний тренер. У 2000 році 13-річна Ганна потрапила до професіонального футболу, до жіночої команди ФК «Харків». Згодом ця комана змінила назву на «Кондиціонер». У 2003 році разом з командою вперше в кар'єрі стала переможницею чемпіонату та володарем кубка України. З 2006 року виступає в «Житлобуді-1». У складі харківського клубу 8 разів ставала переможцем та 5 разів срібним призером чемпіонату України, 10 разів володаркою та тричі фіналісткою кубку України, неодноразово брала участь у жіночій Лізі чемпіонів.

## Досягнення
- Чемпіон України
  -  Чемпіон (8): 2006, 2008, 2011, 2012, 2013, 2014, 2015, 2018
  -  Срібний призер (5): 2007, 2009, 2010, 2016, 2017
- Кубок України
  -  Володар (10): 2006, 2007, 2008, 2010, 2011, 2013, 2014, 2015, 2016, 2018
  -  Фіналіст (3): 2002, 2005, 2009